# Säsong 2 av Teenage Mutant Ninja Turtles (2003)
Säsong 2 av Teenage Mutant Ninja Turtles (2003) är seriens andra säsong.

## Lista över avsnitt
| Nr |  | Titel |  | Regissör     | Manus           |  |  | Originalvisning   |  | TV-kod |  |  |
| --- |  | --- |  | ------------ | --------------- |  |  | ----------------- |  | ------ |  |  |
| 27 |  | "Turtles i rymden, del 1: Roboten" "Turtles in Space, Part 1: The Fugitoid"                                 |  | Chuck Patton | Michael Ryan    |  |  | 8 november 2003   |  | S02E01 |  |  |
| Sköldpaddorna teleporteras från Jorden till planeten D'Hoonnib. De stöter på Fugitoid (Professor Honeycut), som general Blanque från Federationen vill åt, och tvinga bygga en teleporter. |  | |  |              |                 |  |  |                   |  |        |  |  |
| 28 |  | "Turtles i rymden, del 2: Triceratonerna anfaller" "Turtles in Space, Part 2: The Trouble with Triceratons" |  | Chuck Patton | Eric Luke       |  |  | 15 november 2003  |  | S02E02 |  |  |
| På D'Hoonnib får sköldpaddorna reda på att Federationen inte är de enda som letar efter professor Honeycut, även triceratonerna vill åt honom. |  | |  |              |                 |  |  |                   |  |        |  |  |
| 29 |  | "Turtles i rymden, del 3: Storhärskaren" "Turtles in Space, Part 3: The Big House"                          |  | Chuck Patton | Marty Isenberg  |  |  | 22 november 2003  |  | S02E03 |  |  |
| Triceratonerna tillfångatar Fugitoid och sköldpaddorna. |  | |  |              |                 |  |  |                   |  |        |  |  |
| 30 |  | "Turtles i rymden, del 4: Arenan" "Turtles in Space, Part 4: The Arena"                                     |  | Chuck Patton | Michael Ryan    |  |  | 29 november 2003  |  | S02E04 |  |  |
| Sköldpaddorna flyr från triceratonerna, och hamnar snart i gladiatorspel. Snart blir de vänner med triceratonen Traximus. |  | |  |              |                 |  |  |                   |  |        |  |  |
| 31 |  | "Turtles i rymden, del 5: Flykten från Triceraton" "Turtles in Space, Part 5: Triceraton Wars"              |  | Chuck Patton | Marty Isenberg  |  |  | 6 december 2003   |  | S02E05 |  |  |
| Sköldpaddorna försöker övertyga Fugitoid att bygga en teleporter, och skicka dem tillbaka till Jorden. |  | |  |              |                 |  |  |                   |  |        |  |  |
| 32 |  | "Hemligt ursprung, del 1" "Secret Origins Part 1"                                                           |  | Chuck Patton | Eric Luke       |  |  | 17 januari 2004   |  | S02E06 |  |  |
| Sköldpaddorna återvänder till Jorden, och återförenas med Splinter. Utromerna visar sköldpaddorna en virtuell simulering där de bevittnar utromernas kraschlandning på Jorden, och hur det det i det feodala Japan fanns en tidig variant av Fotklanen, som leddes av en Shredder-liknande figur.                                                              |  | |  |              |                 |  |  |                   |  |        |  |  |
| 33 |  | "Hemligt ursprung, del 2" "Secret Origins Part 2"                                                           |  | Chuck Patton | Michael Ryan    |  |  | 24 januari 2004   |  | S02E07 |  |  |
| Baxter Stockman infiltrerar TCRI-byggnaden och sköldpaddorna blir fångna i den virtuella verkligheten. |  | |  |              |                 |  |  |                   |  |        |  |  |
| 34 |  | "Hemligt ursprung, del 3" "Secret Origins Part 3"                                                           |  | Chuck Patton | Marty Isenberg  |  |  | 31 januari 2004   |  | S02E08 |  |  |
| USA:s nationalgarde försöker ta sig in i TCRI-byggnaden, medan Shredder och Fotklanen angriper utromernas högkvarter. När sköldpaddorna och Splinter försöker hjälpa utromerna att evakuera byggnaden, upptäcker de Shredders sanna bakgrund. |  | |  |              |                 |  |  |                   |  |        |  |  |
| 35 |  | "Den ultimate ninjan" "The Ultimate Ninja"                                                                  |  | Chuck Patton | Roland Gonzalez |  |  | 7 februari 2004   |  | S02E10 |  |  |
| Leonardo utmanas av en mystisk ninja. |  | |  |              |                 |  |  |                   |  |        |  |  |
| 36 |  | "Reflektioner" "Reflections"                                                                                |  | Chuck Patton | Michael Ryan    |  |  | 14 februari 2004  |  | S02E10 |  |  |
| Sköldpaddorna återvänder till Northampton, Massachusetts och reflekterar över den senaste tidens händelser. |  | |  |              |                 |  |  |                   |  |        |  |  |
| 37 |  | "Nanos återkomst" "Modern Love: The Return of Nano"                                                         |  | Chuck Patton | Eric Luke       |  |  | 21 februari 2004  |  | S02E11 |  |  |
| Nanoroboten "Nano" återvänder, och försöker skapa en familj. Nano befriar "fadern" Harry Parker från Rikers Island och kidnappar "modern" Dr. Richards från laboratoriet. När Harry Parker och Dr. Richard inte visar sig så som Nano hoppats. Richards, löper Nano amok på Coney Island.                                                                      |  | |  |              |                 |  |  |                   |  |        |  |  |
| 38 |  | "Efterdykningar" "What a Croc!"                                                                             |  | Chuck Patton | Ben Townsend    |  |  | 28 februari 2004  |  | S02E12 |  |  |
| När Donatello och Michelangelo undersöker avloppen stöter de på mutantkrokodilen Leatherhead. |  | |  |              |                 |  |  |                   |  |        |  |  |
| 39 |  | "Åter till underjorden" "Return to the Underground"                                                         |  | Chuck Patton | Marty Isenberg  |  |  | 6 mars 2004       |  | S02E13 |  |  |
| Sköldpaddorna återvänder till den underjordiska staden, och upptäcker att mutantmonstren återigen förvandlats till monster. |  | |  |              |                 |  |  |                   |  |        |  |  |
| 40 |  | "Stad i krig, del 1" "City at War Part 1"                                                                   |  | Chuck Patton | Eric Luke       |  |  | 13 mars 2004      |  | S02E14 |  |  |
| Med Shredder borta ur bilden råder gängkrig i New York City när Fotklanen, Purple Dragons och maffian kämpar om att kontrollera stadens undre värld. Titelreferens: City at War |  | |  |              |                 |  |  |                   |  |        |  |  |
| 41 |  | "Stad i krig, del 2" "City at War Part 2"                                                                   |  | Chuck Patton | Marty Isenberg  |  |  | 20 mars 2004      |  | S02E15 |  |  |
| Sköldpaddorna dras in i gängkonflikten när de angrips av Fotklanen. Maffian och Purple Dragons belägrar sedan, med hjälp av Baxter Stockmans robot, Fotklanens högkvarter. Situationen försvåras ytterligare när den kvinnliga ninjan Karai från Japan dyker upp.                                                                                              |  | |  |              |                 |  |  |                   |  |        |  |  |
| 42 |  | "Stad i krig, del 3" "City at War Part 3"                                                                   |  | Chuck Patton | Ben Townsend    |  |  | 27 mars 2004      |  | S02E16 |  |  |
| Karai presenterar sig själv som Shredders adoptivdotter, och ledare för Fotklanens verksamhet i Japan. Hon lovar sköldpaddorna att Fotklanen kommer lämna dem i fred om de hjälper att stoppa gängkriget. Raphael vägrar att ställa upp, fastän övriga sköldpaddor och Casey Jones gör det.                                                                    |  | |  |              |                 |  |  |                   |  |        |  |  |
| 43 |  | "Skrotlantis" "Junklantis"                                                                                  |  | Chuck Patton | Eric Luke       |  |  | 3 april 2004      |  | S02E17 |  |  |
| I sin nya undervattensbåt utforskare Donatello och Michelangelo Hudsonfloden. På botten upptäcker de en undervattensfästning, Fästningen visar sig snart ha koppling till fraktfartygs försvinnande i New York Habour, och bakom allt ligger Sopgubben. Titelreferens: Atlantis                                                                                |  | |  |              |                 |  |  |                   |  |        |  |  |
| 44 |  | "Guldpucken" "The Golden Puck"                                                                              |  | Chuck Patton | Michael Ryan    |  |  | 10 april 2004     |  | S02E18 |  |  |
| Sköldpaddorna och Casey Jones går på Super Slam Hockey-match, Casey Jones favoritsport. När tjuvar ledda av Mr. Arboost stjäl förstapriset, försöker sköldpaddorna och Casey Jones stoppa dem. |  | |  |              |                 |  |  |                   |  |        |  |  |
| 45 |  | "Skurkens återkomst, del 1" "Rogue in the House Part 1"                                                     |  | Chuck Patton | Eric Luke       |  |  | 17 april 2004     |  | S02E19 |  |  |
| Shredder söker hämnd på sköldpaddorna. |  | |  |              |                 |  |  |                   |  |        |  |  |
| 46 |  | "Skurkens återkomst, del 2" "Rogue in the House Part 2"                                                     |  | Chuck Patton | Ben Townsend    |  |  | 24 april 2004     |  | S02E20 |  |  |
| Leonardo, Raphael och Splinter hålls som gisslan ombord på Shredders lastskepp och Karai tvingas göra sitt val. Samtidigt försöker Donatello förstöra Shredders nya högkvarter medan Michelangelo och Zog slåss mot Shredders ninjas.. |  | |  |              |                 |  |  |                   |  |        |  |  |
| 47 |  | "Aprils mystiska grej" "April's Artifact"                                                                   |  | Chuck Patton | Marty Isenberg  |  |  | 1 maj 2004        |  | S02E21 |  |  |
| I sin antikaffär hittar April en kub som tillhört hennes faster August O'Neil. När kuben börjar glöda förs April och sköldpaddorna till en annan värld. |  | |  |              |                 |  |  |                   |  |        |  |  |
| 48 |  | "Rättvisans trupps återkomst" "Return of the Justice Force"                                                 |  | Chuck Patton | Marty Isenberg  |  |  | 8 maj 2004        |  | S02E22 |  |  |
| Splinter ber sköldpaddorna att lämna gömstället, så att han kan meditera i fred. Sköldpaddorna och Casey Jones beger sig då till Northampton, Massachusetts där de stöter på Michelangelos seriehjältar Justice Force. |  | |  |              |                 |  |  |                   |  |        |  |  |
| 49 |  | "Kalabaliken i Nexus, del 1" "Big Brawl Part 1"                                                             |  | Chuck Patton | Michael Ryan    |  |  | 15 maj 2004       |  | S02E23 |  |  |
| Vart tredje år ger sig Splinter av och lämnar sköldpaddorna hemma. Den här gången följer sköldpaddorna efter honom. Spåren leder dem till Battle Nexus-turneringen. Svenskspråkig titelreferens: Kalabaliken i Bender |  | |  |              |                 |  |  |                   |  |        |  |  |
| 50 |  | "Kalabaliken i Nexus, del 2" "Big Brawl Part 2"                                                             |  | Chuck Patton | Ben Townsend    |  |  | 18 september 2004 |  | S02E24 |  |  |
| Sköldpaddorna deltar i Battle Nexus-turneringen, och Leonardo stöter på Miyamoto Usagi. Donatello blir knockad, och Leonardo träffas av en giftpil. Svenskspråkig titelreferens: Kalabaliken i Bender |  | |  |              |                 |  |  |                   |  |        |  |  |
| 51 |  | "Kalabaliken i Nexus, del 3" "Big Brawl Part 3"                                                             |  | Chuck Patton | Marty Isenberg  |  |  | 25 september 2004 |  | S02E25 |  |  |
| Splinter anklagas för att ha försökt döda Ultimate Daimyo i Battle Nexus-turneringen. Eftersom Leonardo träffats av en giftpil, måste Donatello och Miyamoto Usagi försvara honom. Svenskspråkig titelreferens: Kalabaliken i Bender |  | |  |              |                 |  |  |                   |  |        |  |  |
| 52 |  | "Kalabaliken i Nexus, del 4" "Big Brawl Part 4"                                                             |  | Chuck Patton | Michael Ryan    |  |  | 2 oktober 2004    |  | S02E26 |  |  |
| Michelangelo besegrar Kluh i Battle Nexus-turneringens final, medan Donatello och Miyamoto Usagi försöker försvara Leonardo och Ultimate Daimyo. Raphael och Traximus försöker befria Splinter. Snart visar sig Ultimate Ninja och draken Drako ligga bakom allt, eftersom de vill åt Ultimate Daimyos stav. Svenskspråkig titelreferens: Kalabaliken i Bender |  | |  |              |                 |  |  |                   |  |        |  |  |

### Fotnoter
1. ↑  "Master Splinter" (16 mars 2012). ”4 Kids Season 2 – Episode 027 (Turtles in Space, Part 1: The Fugitoid)” (på engelska). Mutant Ooze. http://mutantooze.org/wiki/4kids-season-2-episode-027-turtles-in-space-part-1-the-fugitoid/. Läst 17 december 2015.
2. ↑  "Master Splinter" (16 mars 2012). ”4 Kids Season 2 – Episode 028 (Turtles in Space, Part 2: The Trouble with Triceratons)” (på engelska). Mutant Ooze. http://mutantooze.org/wiki/4kids-season-2-episode-028-turtles-in-space-part-2-the-trouble-with-triceratons/. Läst 17 december 2015.
3. ↑  "Master Splinter" (16 mars 2012). ”4 Kids Season 2 – Episode 029 (Turtles in Space, Part 3: The Big House)” (på engelska). Mutant Ooze. http://mutantooze.org/wiki/4kids-season-2-episode-029-turtles-in-space-part-3-the-big-house/. Läst 17 december 2015.
4. ↑  "Master Splinter" (16 mars 2012). ”4 Kids Season 2 – Episode 030 (Turtles in Space, Part 4: The Arena)” (på engelska). Mutant Ooze. http://mutantooze.org/wiki/4kids-season-2-episode-030-turtles-in-space-part-4-the-arena/. Läst 17 december 2015.
5. ↑  "Master Splinter" (16 mars 2012). ”4 Kids Season 2 – Episode 031 (Turtles in Space, Part 5: Triceraton Wars)” (på engelska). Mutant Ooze. http://mutantooze.org/wiki/4kids-season-2-episode-031-turtles-in-space-part-5-triceraton-wars/. Läst 17 december 2015.
6. ↑  "Master Splinter" (16 mars 2012). ”4 Kids Season 2 – Episode 032 (Secret Origins Part 1)” (på engelska). Mutant Ooze. http://mutantooze.org/wiki/4kids-season-2-episode-032-secret-origins-part-1/. Läst 17 december 2015.
7. ↑  "Master Splinter" (16 mars 2012). ”4 Kids Season 2 – Episode 033 (Secret Origins Part 2)” (på engelska). Mutant Ooze. http://mutantooze.org/wiki/4kids-season-2-episode-033-secret-origins-part-2/. Läst 17 december 2015.
8. ↑  "Master Splinter" (16 mars 2012). ”4 Kids Season 2 – Episode 034 (Secret Origins Part 3)” (på engelska). Mutant Ooze. http://mutantooze.org/wiki/4kids-season-2-episode-034-secret-origins-part-3/. Läst 17 december 2015.
9. ↑  "Master Splinter" (16 mars 2012). ”4 Kids Season 2 – Episode 035 (The Ultimate Ninja)” (på engelska). Mutant Ooze. http://mutantooze.org/wiki/4kids-season-2-episode-035-the-ultimate-ninja/. Läst 17 december 2015.
10. ↑  "Master Splinter" (16 mars 2012). ”4 Kids Season 2 – Episode 036 (Reflections)” (på engelska). Mutant Ooze. http://mutantooze.org/wiki/4kids-season-2-episode-036-reflections/. Läst 17 december 2015.
11. ↑  "Master Splinter" (16 mars 2012). ”4 Kids Season 2 – Episode 037 (Modern Love: The Return of Nano)” (på engelska). Mutant Ooze. http://mutantooze.org/wiki/4kids-season-2-episode-037-modern-love-the-return-of-nano/. Läst 17 december 2015.
12. ↑  "Master Splinter" (16 mars 2012). ”4 Kids Season 2 – Episode 038 (What a Croc!)” (på engelska). Mutant Ooze. http://mutantooze.org/wiki/4kids-season-2-episode-038-what-a-croc/. Läst 17 december 2015.
13. ↑  "Master Splinter" (16 mars 2012). ”4 Kids Season 2 – Episode 039 (Return to the Underground)” (på engelska). Mutant Ooze. http://mutantooze.org/wiki/4kids-season-2-episode-039-return-to-the-underground/. Läst 17 december 2015.
14. ↑  "Master Splinter" (16 mars 2012). ”4 Kids Season 2 – Episode 040 (City at War Part 1)” (på engelska). Mutant Ooze. http://mutantooze.org/wiki/4kids-season-2-episode-040-city-at-war-part-1/. Läst 17 december 2015.
15. ↑  "Master Splinter" (16 mars 2012). ”4 Kids Season 2 – Episode 041 (City at War Part 2)” (på engelska). Mutant Ooze. http://mutantooze.org/wiki/4kids-season-2-episode-041-city-at-war-part-2/. Läst 17 december 2015.
16. ↑  "Master Splinter" (16 mars 2012). ”4 Kids Season 2 – Episode 042 (City at War Part 3)” (på engelska). Mutant Ooze. http://mutantooze.org/wiki/4kids-season-2-episode-042-city-at-war-part-3/. Läst 17 december 2015.
17. ↑  "Master Splinter" (16 mars 2012). ”4 Kids Season 2 – Episode 043 (Junklantis)” (på engelska). Mutant Ooze. http://mutantooze.org/wiki/4kids-season-2-episode-043-junklantis/. Läst 17 december 2015.
18. ↑  "Master Splinter" (16 mars 2012). ”4 Kids Season 2 – Episode 044 (The Golden Puck)” (på engelska). Mutant Ooze. http://mutantooze.org/wiki/4kids-season-2-episode-044-the-golden-puck/. Läst 17 december 2015.
19. ↑  "Master Splinter" (16 mars 2012). ”4 Kids Season 2 – Episode 045 (Rogue in the House Part 1)” (på engelska). Mutant Ooze. http://mutantooze.org/wiki/4kids-season-2-episode-045-rogue-in-the-house-part-1/. Läst 17 december 2015.
20. ↑  "Master Splinter" (16 mars 2012). ”4 Kids Season 2 – Episode 046 (Rogue in the House Part 2)” (på engelska). Mutant Ooze. http://mutantooze.org/wiki/4kids-season-2-episode-046-rogue-in-the-house-part-2/. Läst 17 december 2015.
21. ↑  "Master Splinter" (16 mars 2012). ”4 Kids Season 2 – Episode 047 (April's Artifact)” (på engelska). Mutant Ooze. http://mutantooze.org/wiki/4kids-season-2-episode-047-aprils-artifact/. Läst 17 december 2015.
22. ↑  "Master Splinter" (16 mars 2012). ”4 Kids Season 2 – Episode 048 (Return of the Justice Force)” (på engelska). Mutant Ooze. http://mutantooze.org/wiki/4kids-season-2-episode-048-return-of-the-justice-force/. Läst 17 december 2015.
23. ↑  "Master Splinter" (16 mars 2012). ”4 Kids Season 2 – Episode 049 (Big Brawl Part 1)” (på engelska). Mutant Ooze. http://mutantooze.org/wiki/4kids-season-2-episode-049-big-brawl-part-1/. Läst 17 december 2015.
24. ↑  "Master Splinter" (16 mars 2012). ”4 Kids Season 2 – Episode 050 (Big Brawl Part 2)” (på engelska). Mutant Ooze. http://mutantooze.org/wiki/4kids-season-2-episode-050-big-brawl-part-2/. Läst 17 december 2015.
25. ↑  "Master Splinter" (16 mars 2012). ”4 Kids Season 2 – Episode 051 (Big Brawl Part 3)” (på engelska). Mutant Ooze. http://mutantooze.org/wiki/4kids-season-2-episode-051-big-brawl-part-3/. Läst 17 december 2015.
26. ↑  "Master Splinter" (16 mars 2012). ”4 Kids Season 2 – Episode 052 (Big Brawl Part 4)” (på engelska). Mutant Ooze. http://mutantooze.org/wiki/4kids-season-2-episode-052-big-brawl-part-4/. Läst 17 december 2015.